# Batalla de Pidna
La batalla de Pidna fou un enfrontament armat entre Roma i Macedònia que tingué lloc el 168 aC. La victòria romana propicià el seu predomini sobre el món grec i la fi d'un llinatge de reis macedònics que es remuntava a Alexandre el Gran.
Segons Paul K. Davis, «Pidna va marcar la destrucció final de l'imperi d'Alexandre, introduint l'autoritat de Roma a l'Orient Pròxim».

## Antecedents històrics
La Tercera Guerra Macedònica va començar el 171 aC, després que Roma, cansada de les provocacions del Rei Perseu, l'hi declarés la guerra. Durant els primers encontres, els romans obtingueren una sèrie de petites victòries, principalment perquè Perseu no havia reunit encara tots els seus exèrcits. A finals d'any, però, el caire de la guerra va canviar dramàticament i Perseu reconquerí la majoria de territoris que havia cedit inicialment, incloent-hi la ciutat religiosa de Díon. Perseu va establir llavors el seu campament en una immillorable posició en el riu Elpeu, en el nord-est de Grècia.

## Preparatius
L'any següent, el comandament de la força expedicionària romana va caure en mans de Luci Emili Paule, experimentat soldat i cònsol aquell any. La principal preocupació de Paule era fer sortir a Perseu del seu campament i per això va enviar una petita força (8.200 infants i 120 cavallers) sota el comandament de Publi Corneli Escipió Nasica Corculum cap a la costa, una maniobra per fer creure a Perseu que intentava flanquejar-lo. En canvi, arribada la nit, Escipió va desviar-se cap al sud i després va creuar les muntanyes cap a l'oest d'ambdós exèrcits. Va arribar fins a Pítion i llavors de nou es va desviar cap al nord-est per atacar els macedònics per la rereguarda.
Malgrat tot, un desertor romà va arribar al camp dels macedònics i els feu saber els plans dels romans. Com a resposta, Perseu va enviar a Milos amb una força de 12.000 homes a bloquejar el camí. Escipió sortí guanyador de l'enfrontament entre totes dues forces i els macedònics es retiraren cap al seu cos principal. Perseu va ordenar llavors que l'exèrcit es mogués cap al nord i va prendre posicions a prop de Katerini, un poble al sud de Pidna. El terreny allí era pla i, per tant, escaient a la formació de les seves falanges
Paule va esperar que Escipió s'unís a les forces principals romanes mentre Perseu feia desplegar els seus homes, esperant un atac del mateix Escipió, que ell situava al sud. Els romans, que en realitat estaven més a l'oest del que creia Perseu, avançaren cap a ell, trobant tot l'exèrcit macedònic esperant-los en ordre de batalla. Cansats per la llarga marxa, en lloc d'entaular batalla, els romans acamparen als peus del Mont Olocrus per descansar.
La nit abans de la batalla, hi hagué un Eclipsi de Lluna que segons Plutarc els macedònics interpretaren com una mal auguri, un senyal de la fi del seu regne.

## Batalla
La batalla començà la tarda de l'endemà, 22 de juny. La causa exacte varia segons els historiadors; algunes fonts diuen que Paul·le va esperar que fos prou tard perquè el sol no molestés els ulls dels seus homes i llavors va enviar contra l'enemic un cavall sense brides per causar alarma i confusió. El més probable, però, és que alguns exploradors romans s'apropessin massa als macedònics i fossin atacats pels tracis de Perseu.

Moviment de tropes abans de la batalla.

Posicions inicials.

Els romans disposaven de 29.000 homes, 24.500 dels quals eren d'infanteria, incloent-hi 2 legions que sumaven 15.000 legionaris a peu i a cavall. Els macedònics tenien 44.000 soldats, dels quals 21.000 eren falanges. Les forces de cavalleria estaven més o menys igualades en ambdós bàndols amb aproximadament 4.000 homes cada un.
Els dos exèrcits es desplegaren segons la tradició. Els romans situaren les dues legions al mig, amb els aliats llatins, italians i grecs als dos costats. La cavalleria es va situar a les bandes, amb l'ala dreta romana reforçada per 22 elefants. Davant seu, la falange macedònica se situà al centre, amb el cos d'elit que formaven els 3.000 homes de la guàrdia de Perseu a l'esquerra de la falange. Els mercenaris i la infanteria tràcia se situaren els dos costats de la falange, amb la cavalleria també a les dues bandes. El contingent més fort de forces macedòniques es trobava a la dreta, on el mateix Perseu comandava la cavalleria pesant (incloent-hi el cos d'elit de l'Esquadró Sagrat).
Els centres de les dues forces es trobaren cap a les 3 de la tarda, amb els macedònics avançant sobre els romans, que eren a poca distància del seu campament. Paul·le reconeixeria més tard que la visió de l'avanç de la falange l'havia omplert d'alarma. Els romans intentaren trobar un punt feble entre les llances de l'enemic, sense èxit. Davant de la impossibilitat de penetrar el bosc de llances de la falange, començaren a retirar-se ordenadament.
La falange va seguir avançant, però els romans s'havien situat als peus de la muntanya i aviat, el terreny desnivellat i abrupte va fer que la formació macedònica acabés per trencar-se. Llavors Paul·le va ordenar als legionaris que s'introduïssin entre els forats de la falange i ataquessin els seus flancs. En el cos a cos, l'espasa romana i els seus escuts més pesats eren molt més eficients que la petita espasa macedònica, no més llarga que una daga. Addicionalment, l'ala dreta romana s'havia desfet dels seus enemics i aviat reforçaren als legionaris.
Veient el caire de la batalla, Perseu fugí amb tota la cavalleria de la dreta macedònica. Tenint en compte que els cossos de cavalleria encara no s'havien enfrontat, això fou interpretat com un acte de covardia per la infanteria macedònica, que es veieren abandonats. La Guàrdia va lluitar fins a la fi, perdent els seus 3.000 efectius juntament amb uns altres 29.000 soldats macedònics que caigueren al camp de batalla. Si bé aquesta no va durar més d'una hora, els romans perseguiren i massacraren els supervivents fins que va caure la nit.

## Conseqüències
Perseu va acabar rendint-se a Paul·le i va acabar sent exhibit a Roma, carregat de cadenes. El regne de Macedònia fou dissolt i els seus habitants venuts com esclaus. Les seves terres es donaren a colons romans (ex-legionaris) i aliats i a la llarga Macedònia acabaria convertint-se en província romana.
La batalla és considerada com la victòria de la flexibilitat de les legions romanes davant de la rigidesa de la falange macedònica. Malgrat tot, es pot argumentar que la derrota fou provocada per un nefast comandament per part de Perseu i la retirada de la cavalleria sense entrar en combat. De fet, aquesta batalla fou l'única en què els romans aconseguiren derrotar la falange enfrontant-s'hi frontalment.

## Fets posteriors
Aquest no fou el darrer conflicte entre les dues potències, però va trencar del tot el poder de Macedònia. Les conseqüències polítiques foren desastroses pel regne, que fou dividit en quatre províncies que tenien la prohibició de comerciar entre elles o amb Grècia. Molts ciutadans foren acusats de ser anti-romans i deportats en grans nombres (uns 300.000).